# 镶嵌鸟属
镶嵌鸟属（学名：Musivavis）是真反鸟类的一个属，化石发现于中国辽宁省早白垩世（阿普第期）的九佛堂组。属下包括单一物种优美镶嵌鸟（Musivavis amabilis），是从一副关节连接、近乎完整的骨骼所获知。

## 发现与命名
正模标本MHGU-3000发现于中国辽宁省朝阳市的九佛堂组，由一副保存在单块石板上的近完整骨骼组成。
2022年，王旭日等人根据该化石描述了真反鸟类新属新种优美镶嵌鸟（Musivavis amabilis）。属名“Musivavis”组合自拉丁文“musivum”（意为“镶嵌”）及“avis”（意为“鸟”）。种小名“amabilis”在拉丁语中意为“可爱的”或“美丽的”，形容标本保存得非常完好。